# Łukasz Szumowski
Łukasz Jan Szumowski (sinh ngày 3 tháng 6 năm 1972) là bác sĩ tim mạch Ba Lan, đồng thời là Bộ trưởng Bộ Y tế từ năm 2018 đến năm 2020. Ông cũng là thành viên của Sejm (Hạ viện Ba Lan) khóa IX, đại diện cho khu vực bầu cử Płock (Nr. 16).

## Tiểu sử
Łukasz Szumowski sinh ngày 3 tháng 6 năm 1972 tại Warszawa. Năm 1997, ông hoàn thành chương trình đào tạo tại Đại học Y Warszawa, và sau đó làm việc tại Viện Tim mạch tại Warszawa, nhận bằng tiến sĩ vào năm 2002.  Ông nhận văn bằng Habilitation (một loại bằng chứng minh đủ năng lực, tư cách để làm nghiên cứu) vào ngày 26 tháng 1 năm 2010.
Ngày 2 tháng 6 năm 2016, ông nhận học hàm Giáo sư Khoa học Y tế. Ngày 24 tháng 11 năm 2016, ông trở thành thứ trưởng Bộ Khoa học và Giáo dục Đại học, do Jarosław Gowin làm bộ trưởng vào thời điểm đó. Ông chịu trách nhiệm liên quan đến việc thành lập Viện Công nghệ Sinh học Y tế. Ngày 9 tháng 1 năm 2018, ông được Andrzej Duda bổ nhiệm làm Bộ trưởng Bộ Y tế, theo đề nghị của Mateusz Morawiecki. Ông là người kế nhiệm cho bộ trưởng Konstanty Radziwiłł. Trong cuộc bầu cử Quốc hội Ba Lan năm 2019, ông đã thắng cử vào Hạ viện. Szumowski là Bộ trưởng Bộ Y tế trong bối cảnh đại dịch COVID-19 đang hoành hành tại Ba Lan. Ngày 18 tháng 8 năm 2020, ông từ chức.
Ông là tác giả của nhiều ấn phẩm y học, và là tổng biên tập của "Heartbeat Journal".

## Đời tư
Sau khi học xong, Łukasz Szumowski cùng vợ làm việc trong một tháng tại nhà tế bần của Mẹ Teresa.  Ông là một người Công giáo và là thành viên của Dòng Chiến sĩ Toàn quyền Malta.